# Franklin (Geórgia)
Franklin é uma cidade localizada no estado americano de Geórgia, no Condado de Heard.

## Demografia
Segundo o censo americano de 2000, a sua população era de 902 habitantes.
Em 2006, foi estimada uma população de 880, um decréscimo de 22 (-2.4%).

## Geografia
De acordo com o United States Census Bureau tem uma área de
8,8 km², dos quais 8,4 km² cobertos por terra e 0,4 km² cobertos por água. Franklin localiza-se a aproximadamente 202 m acima do nível do mar.

## Localidades na vizinhança
O diagrama seguinte representa as localidades num raio de 24 km ao redor de Franklin.